# YES/NO/T
「YES/NO ／ T」は、日本のシンガーソングライター・川嶋あいの21枚目のシングル。2013年4月10日にTSUBASA RECORDSからリリースされた。

## 解説
前作「I Remember feat. Joe Sample」から2年4ヶ月ぶりのリリースとなる、デビュー10周年記念両A面シングル。
タイトル曲「YES/NO」は、「今の川嶋が「明日への扉」を書いたら、どんな曲になるんだろう?」という考えから制作された楽曲で、川嶋は「デビューした頃の気持ちを忘れないためにも、皆様への感謝の気持ちを忘れないためにも、今の私の「明日への扉」を作りました」と述べている。また同曲は、ピーター・サフラン製作映画『YES/NO イエス・ノー』の日本版イメージソングに選ばれている。このタイアップは、偶然同時期に同名の作品が発表されたことから実現したという。タイアップについて川嶋は、「新曲の「YES/NO」が爽やかなラブソングなのに対して、映画の『YES/NO』は、スリラー!サスペンスものです(笑)。だけどすごく面白い内容になっています」と話している。また2曲目の「T」は、2年前（リリース時点）に死去した川嶋のライバル的存在の女性に向けた追悼歌である。
シングルは初回生産限定盤と通常盤の2種類がリリース。初回生産限定盤には収録曲のビデオクリップやライブ映像等が収録されたDVDが付属する。

## 収録曲
| 全作詞: Ai Kawashima。 |                                                                                                |              |              |                  |      |
| #                      | タイトル                                                                                       | 作詞         | 作曲         | 編曲             | 時間 |
| 1.                     | 「YES/NO」(アルバトロス・インターフィルム配給映画 『YES/NO イエス・ノー』日本版イメージソング) | Ai Kawashima | Ai Kawashima | Yuichi Kato      | 5:13 |
| 2.                     | 「T」                                                                                          | Ai Kawashima | nao          | Kouhei Munemoto  | 5:20 |
| 3.                     | 「Piece」                                                                                      | Ai Kawashima | Ai Kawashima | Takashi Nagasawa | 5:09 |
| 合計時間:              | 合計時間:                                                                                      | 合計時間:    | 合計時間:    | 15:43            |      |

| #  | タイトル                                               | 作詞 | 作曲・編曲 |
| -- | ------------------------------------------------------ | ---- | ---------- |
| 1. | 「YES/NO」(MV)                                         |      |            |
| 2. | 「T」(MV)                                              |      |            |
| 3. | 「川嶋あい クリスマスコンサート 2012」(特典ライブ映像) |      |            |